# Taras Zavijs'kyj
Taras Mychajlovyč Zavijs'kyj (in ucraino Тарас Михайлович Завійський?; Leopoli, 12 aprile 1995) è un calciatore ucraino, centrocampista del Nieciecza.

## Caratteristiche tecniche
È un esterno destro.

## Carriera
Ha debuttato in Prem"jer-liha il 15 marzo 2013 disputando con il Karpaty l'incontro pareggiato 1-1 contro il Metalurh Zaporižžja. Il 15 luglio 2021 ha firmato un contratto biennale con il Desna Chernihiv nella Premier League ucraina.Il 15 luglio 2021 ha firmato un contratto biennale con il Desna Černihiv nella Prem"jer-liha.

## Statistiche

### Presenze e reti nei club
| Stagione  | Squadra        | Campionato | Campionato | Campionato | Coppe nazionali | Coppe nazionali | Coppe nazionali | Coppe continentali | Coppe continentali | Coppe continentali | Altre coppe | Altre coppe | Altre coppe | Totale | Totale | Totale |
| Stagione  | Squadra        | Comp       | Pres       | Reti       | Comp            | Pres            | Reti            | Comp               | Pres               | Reti               | Comp        | Pres        | Reti        | Pres   | Reti   |        |
| --------- | -------------- | ---------- | ---------- | ---------- | --------------- | --------------- | --------------- | ------------------ | ------------------ | ------------------ | ----------- | ----------- | ----------- | ------ | ------ | ------ |
| 2021-2022 | Desna Černihiv | PL         | 15         | 3          | CU              | 1               | 0               |                    | -                  | -                  |             | -           | -           | 16     | 3      |        |